# Rideskole
En rideskole er en sports- og fritidsinstitution, der tilbyder undervisning i ridning, dels dressurridning dels springridning. Undervisningen sker oftest gruppevis på rideskolens egne heste eller ponyer og ledes af en rideinstruktør. De fleste rideskoler drives af en rideklub. Mange rideskoler tilbyder opstaldning af folks private heste mod betaling.
| Skole | Spire Denne artikel om en skole, en uddannelsesinstitution eller uddannelse er en spire som bør udbygges. Du er velkommen til at hjælpe Wikipedia ved at udvide den. |